# 軛

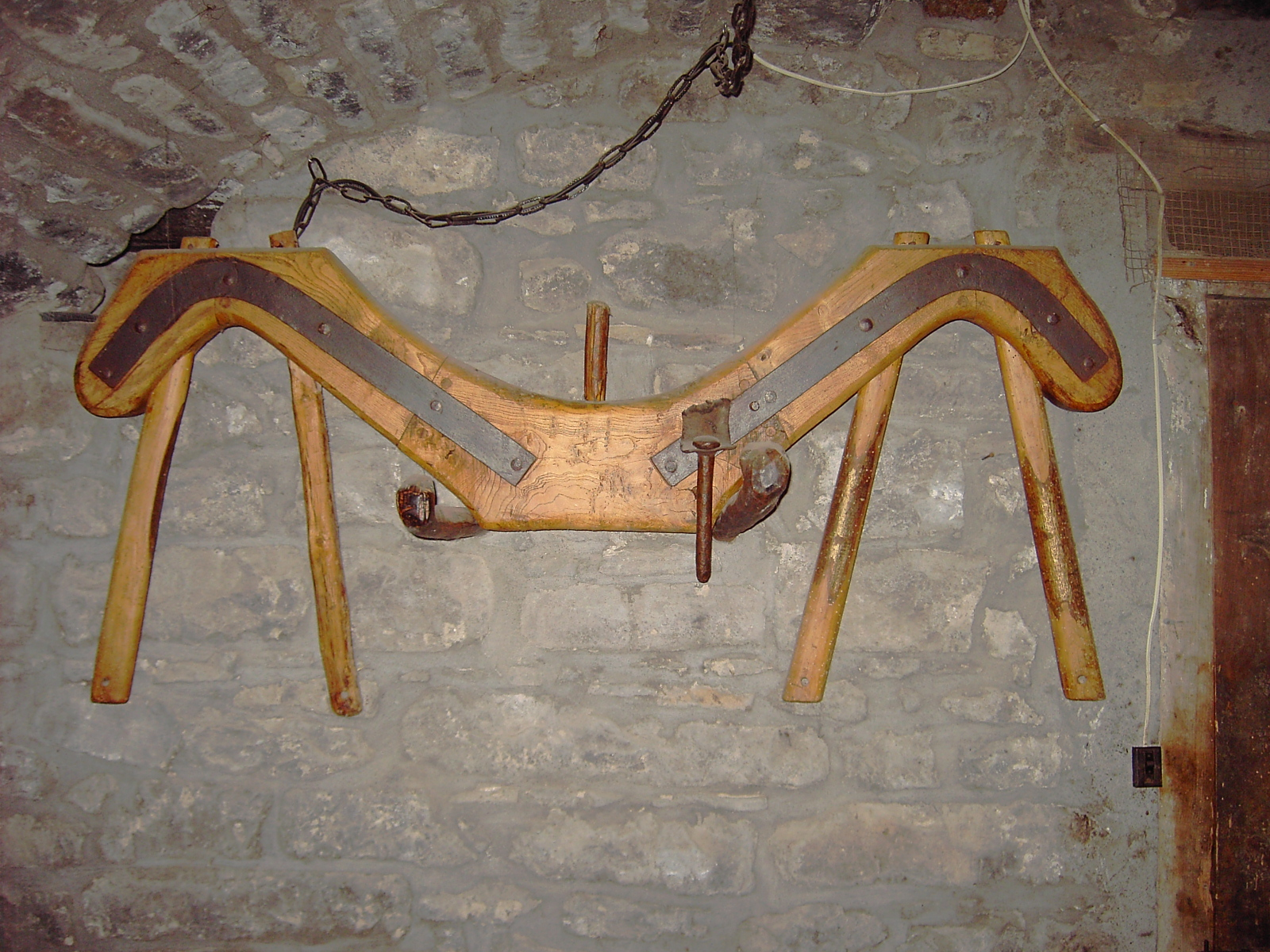
肩隆軛

軛是一種用木製造的梁，擱套在兩頭牛或其他牲口的頸背部，用來給成對工作的牲口共同拉一負載；某些軛的設計，也適用於個別單一牲口。軛可以用來幫助犁田、拉車。軛有幾種類型，用於不同的文化，或不同類型的牛使用；東亞的軛常為曲木。
軛也使用於其他動物，如馬、騾、驢、水牛等。

## 英語詞源
See Wiktionary appendix: *yugóm
"yoke" 被認為是來自原始印歐語*yugóm (yoke)，從動詞* yeug - (join, unite)。這詞根在幾乎所有已知的印歐語系有後裔，包括德語Joch、拉丁語iugum、古希臘語  ζυγόν（zygon）、梵語युग（yugá）、赫梯語 𒄿𒌑𒃷（iúkan）、古教會斯拉夫語иго（igo）、立陶宛語jungas、古愛爾蘭語cuing、羅馬尼亞語jug等。（全部解作“yoke”）

## 頸軛

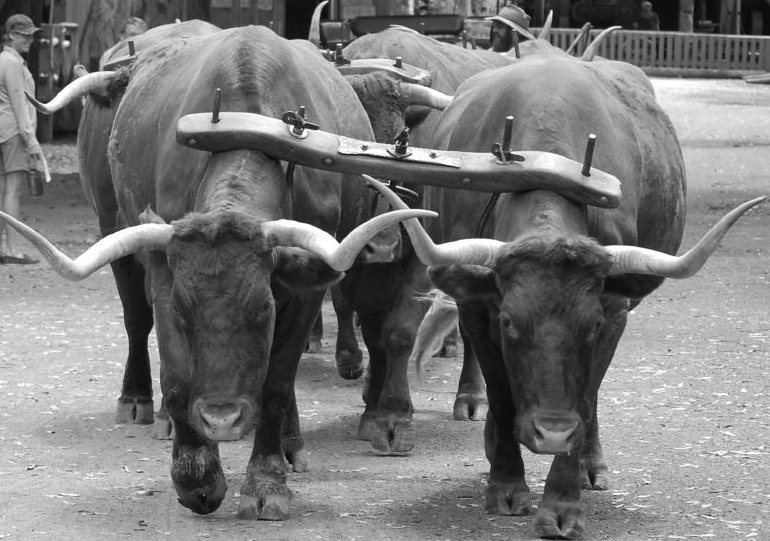
犍牛隊的頸軛

頸軛是綁在一對牛的脖子上的木製橫檔（偶爾在馬上）。
頸軛在北歐、美國、澳洲和非洲使用。

## 頭軛

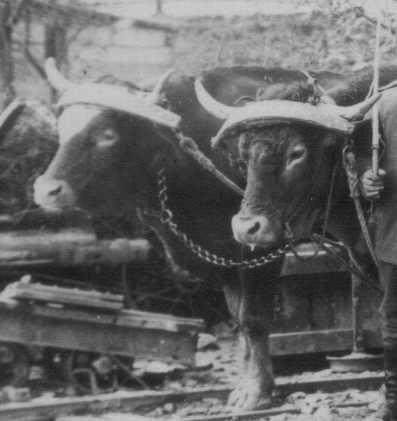
頭軛

頭軛配置在牛頭，通常在牛角後/前方。
頭軛廣泛用於在南歐、大部分南美地區和加拿大。

## 肩隆軛
肩隆軛是用在牛的肩隆前。

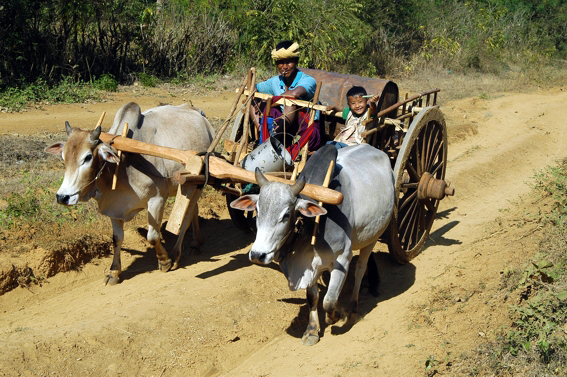
肩隆軛在緬甸使用

肩隆軛廣泛用於非洲和印度，那裡瘤牛（肩峰牛）很常見。

## 中國古代的軛
中國以牲畜為驅動力的古車驅動部分主要有轅和軛。

## 象徵

### 基督教
軛在舊約聖經經常作為一個比喻。哥林多後書6:14引用了信者和不信者不要同負一軛。

### 佛教
佛教以軛來比喻使眾生拘束在輪迴中的煩惱，分為四大類，即四軛。

### 印度教
古印度宗教中，以軛來作為禪定默觀的名稱之一，即瑜伽。佛教與印度教皆傳承了這個名稱。

## 外部連結
- Prairie Ox Drovers （页面存档备份，存于） - ox training association
- ISCOWP
- Paper describing types of yoke and comparing them. （页面存档备份，存于）